# Amphipoea griseo-albo
Amphipoea griseo-albo är en fjärilsart som beskrevs av Tutt. Amphipoea griseo-albo ingår i släktet Amphipoea och familjen nattflyn. Inga underarter finns listade i Catalogue of Life.